# ホテル国際21
ホテル国際21（ホテルこくさいトゥエンティ―ワン）は長野県長野市にあるシティホテル。

## 概要
善光寺まで徒歩で約10分で観光に適した立地にある。
当初は結婚式場としてスタート、後にホテル棟を増築し総合ホテルへと転換、長野冬季五輪を翌年に控えた1997年（平成9年）に当時市内最高層のタワー棟を新築し、五輪期間中はIOC本部ホテルとしての役割を担った。
2005年（平成17年）には、同市で建築資材卸販売を中心に多業種一体型経営を行う本久グループの傘下に入り再スタートし現在に至る。

## 沿革
- 1969年（昭和44年）9月 - 株式会社長野国際会館設立。
- 1970年（昭和45年）8月 - 総合結婚式場長野国際会館として開業。
- 1978年（昭和53年）9月 - ホテル棟（現 南館）・宴会場を新築。
- 1979年（昭和54年）3月 - 政府登録ホテルに指定。
- 1982年（昭和57年）2月 - 東館を新築。
- 1987年（昭和62年）3月 - 結婚式場「グレースチャペル」を新築。
- 1995年（平成7年）8月 - ホテル国際21に改称。
- 1995年（平成7年）9月 - 本館を新築。
- 1997年（平成9年）1月 - タワー棟を新築。
- 2005年（平成17年） - 本久グループの傘下に入る。
- 2006年（平成18年）4月 - 南館を全面改装。
- 2007年（平成19年）9月 - チャペル「セント・セレスティア」を新築。
- 2008年（平成20年）3月 - 松本浅間温泉「和泉荘」を同法人化。
- 2019年（令和元年）9月 - 創業50周年を迎える。

## 施設
タワー棟（16階建て）
- ロビー・フロント
- ブライダルサロン
- 宴会場：「千歳」・「弥生」・「藤」・「葵」・「雷鳥」・「りんどう」・「しらかば」・「扇」・「錦」・「かえで」・「けやき」・「ブーランジェ」
- 鉄板焼：「さくら」
- 会席料理：「つかさ」
- 中国料理：「花梨」
- カフェ：「ベイベリー」
- 客室
- 神殿：「誓言」
- 美容室・衣装室：「アンジェ」

南館（8階建て）
- イタリアン&バー：「ドーノドーノ」
- 国際ギャラリー
- 客室
- チャペル：「セント・セレスティア」

## アクセス
鉄道
- 各線長野駅善光寺口から市街地循環ぐるりん号・川中島バスで5〜10分「県庁前」停留所下車、徒歩ですぐ。

自動車
- 上信越自動車道 長野ICから約20分。ホテルエントランスから高速 バスタ新宿行きが発着する。

## 関連施設

### 直営施設
- ザ・ファイブシーズン中野（長野県中野市／宴会場／会議・セミナー／結婚式場／ゲストハウス）
- 松本浅間温泉・和泉荘（長野県松本市）